# Serwiliusze
Serwiliusze (Servilii) to ród rzymski, którego przedstawiciele pełnili najwyższe funkcje przez cały okres trwania republiki rzymskiej. Patrycjuszowskie gałęzie rodu nosiły przydomki (cognomen) Priscus, Structus, Ahala, Caepio a plebejskie  to Geminus, Vatia i Casca.

## Przedstawiciele
- Gnejusz Serwiliusz Cepion (Gnaeus Servilius Caepio) – konsul w 253 p.n.e
- Gnejusz Serwiliusz Cepion (Gnaeus Servilius Caepio) – konsul w 203 p.n.e.; pontifex maksimus 213-174 p.n.e.
- Gnejusz Serwiliusz Cepion (Gnaeus Servilius Caepio) – konsul w 169 p.n.e
- Gnejusz Serwiliusz Cepion (Gnaeus Servilius Caepio) – konsul w 141 p.n.e.; cenzor w 125 p.n.e.
- Kwintus Fabiusz Maksymus Serwilianus (Quintus Fabius Maximus Servilianus) – konsul w 142 p.n.e.; adoptowany do rodu Fabiuszy
- Kwintus Serwiliusz Cepion (Quintus Servilius Caepio) – konsul w 106 p.n.e
- Gnejusz Serwiliusz Cepion (Gnaeus Servilius Caepio) – pretor w 91 p.n.e
- Publiusz Serwiliusz Watia Izauryjski (Publius Servilius Vatia Isauricus) – konsul w 79 p.n.e